# Serchio
Serchio je řeka v italském Toskánsku, dlouhá 111 km.
Pramení na svazích hory Monte Sillano v nadmořské výšce okolo 1500 metrů. Na horním toku se nachází turisticky atraktivní hornatý region Garfagnana. Významnými přítoky jsou Corfino, Edron, Lima a Freddana. Serchio protéká městy Piazza al Serchio, Barga, Lucca, San Giuliano Terme a Vecchiano a vlévá se do Tyrhénského moře nedaleko Pisy, její ústí je součástí přírodního parku Migliarino, San Rossore, Massaciuccoli. Údolím řeky vede státní silnice SS 12. Povodí má rozlohu 1 565 km². Průměrný průtok v Lucce dosahuje 46,1 m³/s. Serchio je třetí nejdelší a druhou nejmohutnější řekou Toskánska.
Ve starověku nesla řeka název Auser. Ve svém díle ji zmiňují Dante Alighieri, Lodovico Ariosto, Giovanni Pascoli i Giuseppe Ungaretti. Nedaleko Borgo a Mozzano přes řeku vede kamenný most Ponte della Maddalena ze dvanáctého století.